# Pesticidi
Pesticidi (iz engl. pest = štetočina, [iz lat. pestis = pošast,  kuga ili bolest] i lat. caedere = ubijati) naziv je za tvari za suzbijanje štetnih organizama. Mogu biti sintetičke kemijske tvari ili (rijetko) i prirodnog podrijetla. Uglavnom su pesticidi toksične tvari kojima je namijenjena selektivno uništavanje štetnika.
Na području zaštite bilja, pesticidi su sredstava za zaštitu bilja a na području desinsekciji oni se nazivaju "biocidi". Proizvođači često preferiraju izraz "zaštitno sredstvo", a kritičari često rabe izraz pesticid.
Pesticidi su i sredstva za privlačenje (atraktanti) i odbijanje kukaca, ptica i sisavca primjerice uz pomoć spolnih hormona (feromoni).
Mnogi pesticidi djeluju štetno za ljude a mogu uzrokovati akutni ili kronična trovanja. Češće u zemljama u razvoju ili kod osoba koje ih rabe ne-stručno.

## Podjela prema namjeni
- Algicidi – sredstva za suzbijanje rasta algi
- Avicidi – sredstva za zaštitu od ptica
- Akaricidi – sredstva za suzbijanje štetnih grinja
- Arboricidi_- sredstva za suzbijanje rasta luga
- Baktericidi - sredstva za suzbijanje bakterija
- Fungicidi – sredstva za suzbijanje gljiva
- Herbicidi – sredstva za suzbijanje korova
- Insekticidi – sredstva za suzbijanje štetnih kukaca
- Molluskicidi – sredstva za suzbijanje puževa
- Nematocidi – sredstva za suzbijanje štetnih oblića
- Rodenticidi – sredstva za suzbijanje štetnih glodavaca
- Virucidi – sredstva za suzbijanje virusa

## Vanjske poveznice
- Smjernice za razgraničenje biocida i proizvoda za zaštitu bilja (EU)
- Greenpeace: Pestizide und Lebensmittel  Arhivirana inačica izvorne stranice od 9. prosinca 2008. (Wayback Machine)
- baza podataka, EU
- Pesticidi Hrvatska tehnička enciklopedija, portal hrvatske tehničke baštine. LZMK